# Endlager Olkiluoto

Plan des Endlagers Olkiluoto

Das Endlager Olkiluoto [ˈɔlkiluɔtɔ] für radioaktive Abfälle befindet sich auf der Insel Olkiluoto vor der Westküste Finnlands, in der Gemeinde Eurajoki rund 25 Kilometer nördlich der Stadt Rauma. Das sogenannte VLJ-Endlager (finnische Kurzbezeichnung VLJ-luola für voimalaitosjäteluola, wörtlich „Kraftwerksabfallhöhle“) dient der Entsorgung von schwach- und mittelradioaktiven Abfällen des benachbarten Kernkraftwerks Olkiluoto.
Am gleichen Standort errichtete Posiva Oy das weltweit erste Endlager für hochradioaktive Abfälle. Posiva Oy ist ein Joint Venture der finnischen Kraftwerksbetreiber Teollisuuden Voima (TVO) und Fortum, welche in Olkiluoto ab 2020 verbrauchten Kernbrennstoff aus ihren Kernkraftwerken endlagern wollten. Nach Beginn eines Probebetriebs im September 2024 wird ein regulärer Betrieb ab 2025 erwartet.

## VLJ-Endlager für schwach- und mittelradioaktive Abfälle
Ein Teil des Endlagers ist für schwach und mittelradioaktive Abfälle vorgesehen. Erste Standortuntersuchungen wurden bereits 1980 durchgeführt, die Bauarbeiten begannen im Jahr 1988. Im Mai 1992 wurden die ersten Abfälle eingelagert. Bis Ende 2051 ist die Betriebsgenehmigung gültig.
Das Lager besteht aus zwei Hohlräumen in Kristallingestein (Tonalit, umgeben von Glimmergneis) in 60 bis 100 Meter Tiefe: einem für trockene, schwachradioaktive Abfälle aus der Instandhaltung und einem für bituminierte, mittelradioaktive Abfälle. Jeder dieser Hohlräume ist 34 Meter hoch und hat einen Durchmesser von 24 Metern.
Die Kapazität der Anlage war so ausgelegt, dass sie alle während einer 40-jährigen Betriebsdauer des Kernkraftwerks Olkiluoto anfallenden schwach und mittelradioaktiven Abfälle (schätzungsweise 9.500 m³) aufnehmen kann. Das Endlager kann später erweitert werden, um auch Stilllegungsabfälle und Abfälle aus dem Betrieb neuer Anlagen endzulagern. Die Abfälle werden in Form von Betonquadern eingelagert, von denen jeder 16 Fässer enthält. Die Lagerkapazität beträgt 60.000 m³.

## Endlager „Onkalo“ für hochradioaktive Abfälle
2004 wurde in Olkiluoto an einem Endlager für hochradioaktive Abfälle gearbeitet, das den verbrauchten Kernbrennstoff aus den Reaktoren in Olkiluoto und dem Kernkraftwerk Loviisa aufnehmen sollte. Der Ausbau dieses auch finnisch Onkalo (Hohlraum, Höhle, Unterschlupf) genannten Teil des Endlagers ist auch Thema des Dokumentarfilms Into Eternity.
Im November 2015 gab die finnische Regierung dem Betreiber Posiva die Genehmigung zur Errichtung eines Endlagers in 400–450 m Tiefe für 6500 Tonnen in Kupfer eingekapselte nukleare Abfälle. Zum Schutz vor evtl. eindringender Feuchtigkeit verspricht die Betreibergesellschaft, die Lagerplätze mit Bentonit zu verschließen.
Am 30. Dezember 2021 reichte Posiva den Antrag für die Betriebsgenehmigung der Verkapselungsanlage und des Endlagers beim finnischen Ministerium für Wirtschaft und Beschäftigung ein. Nach der Fertigstellung begann im September 2024 ein Probebetrieb mit Testbehältern. Ein regulärer Betrieb wird ab 2025 erwartet. Die Betriebsgenehmigung soll für 100 Jahre gelten und basiert auf der geplanten Laufzeit der vier Kernkraftwerke in Olkiluoto und Loviisa und der danach noch erforderlichen Abkühlung der Brennelemente (Abklingen der Radioaktivität) vor der Endlagerung. Eine weitere Verlängerung, z. B. für das nun in Betrieb befindliche dritte Kraftwerk in Olkiluoto, muss neu beantragt werden. Nach dem Erlöschen der Betriebsgenehmigung soll das Endlager final versiegelt werden.